# Poubelle de laboratoire
Pour les articles homonymes, voir Poubelle (homonymie).
 (avril 2008).
Si vous disposez d'ouvrages ou d'articles de référence ou si vous connaissez des sites web de qualité traitant du thème abordé ici, merci de compléter l'article en donnant les références utiles à sa vérifiabilité et en les liant à la section « Notes et références ».
Une poubelle de laboratoire ou une poubelle de paillasse est généralement un récipient placé à proximité du plan de travail que constitue une paillasse.
Ce sont par exemple de grosses boîtes de produits chimiques vides. La cavité est parfois recouverte par la suite d'un sac poubelle. Certaines poubelles sont munies d'un couvercle basculant et/ou d'une pédale.
Une fois pleines, elles sont vidées, avec rinçage (ou sans rinçage, si utilisation d'un sac poubelle), ou jetées.
Divers critères entrent en considération pour le choix d'une poubelle de laboratoire :
- le matériau constitutif et/ou enveloppant est important, celui-ci ne doit pas se ramollir, se dégrader ou déclencher une réaction chimique au contact des produits éventuellement chauds. Une matière plastique, telle le HDPE ou le PP, peut être un matériau adapté à cet usage ; le métal n'est pas toujours un bon choix (sauf modèles antifeu en zinc) ;
- le volume : il varie d'un à plusieurs dizaines de litres. Les laboratoires de biologie moléculaire sont souvent équipés de poubelles d'un volume d'environ 1 L[1] ;
- la largeur de l'ouverture : elle doit être aussi large que le diamètre du récipient, afin de pouvoir être vidée facilement.

On utilise généralement plusieurs types de poubelles ou collecteurs, parfois de différentes couleurs pour faciliter le tri des déchets, pour (par exemple) :
- les déchets banals ;
- les déchets de produits industriels ;
- les solvants usagés ;
- les déchets métalliques ;
- la verrerie cassée ;
- les piles électriques usées,

ce qui contribue à améliorer la sécurité en laboratoire et facilite la gestion des déchets.
On peut aussi se servir de petits sacs plastique étanches suspendus à un trépied, notamment aux endroits où la stérilité est importante, tels le plan de travail d'une hotte à flux laminaire.
Il existe des récipients autoclavables ou stérilisables à 134 °C, d'une capacité d'1 à 50 L (environ), dédiés à l'élimination de petits déchets dangereux ou infectés tels les aiguilles, boîtes de Petri, seringues, scalpels, tubes à essais, flacons à échantillons, etc.